# آراك (حمص)
آراك هي قرية في شرق سوريا تابعة إداريا إلى محافظة حمص وتقع في واحة في بادية الشام في الطريق بين مدينة تدمر التاريخية التي تبعد 28 كم و السخنة الواقعة في الشمال الشرقي. يبلغ عدد سكان المدينة بناء على تقديرات المكتب المركزي للإحصاء 111 شخص في 2004.